# Feel (студія)
Feel (яп. 有限会社フィール, Ю: Ґенґайся Фі:ру, стилізовано як feel.) — японська аніме-студія, заснована колишніми співробітниками Studio Pierrot.

## Історія
Feel була заснована в Мусасіно 26 грудня 2002 року Макото Рюгасакі, що працював раніше в Studio Pierrot. У 2007 році компанія переїхала до свого нинішнього офісу у Коґаней.
Деякий час Feel була залучена у виробництво інших анімаційних студій, а в 2005 році зайнялася своєю першою адаптацією манґи Jinki, випустивши аніме-серіал Jinki: Extend. У 2008 студія працювала разом з Gainax над серіалом Shikabane Hime.

## Роботи
2002 рік
- Ghost in the Shell: Stand Alone Complex

2003 рік
- Ai Shimai 2: Futari no Kajitsu
- D.C.: Da Capo
- Growlanser IV: Wayfarer of Time

2004 рік
- School Rumble

2005 рік
- Jinki: Extend
- Futakoi Alternative
- Hachimitsu to Kuroba
- Trinity Blood
- Da Capo: Second Season
- Ichigo Mashimaro
- Ginban Kaleidoscope
- Karin

2006 рік
- Hachimitsu to Kuroba II
- Coyote Ragtime Show
- Otome wa Boku ni Koishiteru

2007 рік
- Nagasarete Airantou
- Strait Jacket

2008 рік
- Shikabane Hime: Aka
- Kissxsis

2009 рік
- Shikabane Hime: Kuro
- Kanamemo

2010 рік
- Yosuga no Sora
- Fortune Arterial: Akai Yakusoku

2011 рік
- Mayo Chiki!

2012 рік
- Papa no Iukoto o Kikinasai!
- Dakara Boku wa, H ga Dekinai.
- Minami-ke: Omatase

2013 рік
- Ketsuekigata-kun!
- Minami-ke: Tadaima
- Minami-ke: Natsuyasumi
- Outbreak Company

2014
- Locodol
- Jinsei
- Ushinawareta Mirai wo Motomete

2015 рік
- Ketsuekigata-kun! 2
- Yahari Ore no Seishun Love Comedy wa Machigatteiru. Zoku
- Bikini Warriors
- Makura no Danshi
- Suzakinishi the Animation
- Ketsuekigata-kun! 3

2016 рік
- Dagashi Kashi
- Oshiete! Galko-chan
- Kono Bijutsubu ni wa Mondai ga Aru!
- Kakuchou Shoujo Kei Trinary

2017 рік
- Tsuki ga Kirei

2020 рік
- Yahari Ore no Seishun Love Comedy wa Machigatteiru. Kan
- Dropout Idol Fruit Tart

2021 рік
- Remake Our Life

2022 рік
- The Yakuza's Guide to Babysitting

2023 рік
- Spy Classroom